# Мигаль Роман Степанович
Роман Степанович Мигаль (14 березня 1911 м. Дубляни під Львовом — 1939??) — український військовий та політичний діяч, член УВО та ОУН.
Заступник Степана Бандери в референтурі пропаґанди ОУН (1932), командир відділу бойової розвідки крайового ОУН (з 1933).

## Біографія
Закінчив гімназію в Коломиї. Навчався на юридичному факультеті Львівського університету.
Учасник атентату Северина Мади на шкільного куратора Ґадомського.

Листівка «Учасники Варшавського процесу»

Кілька разів засуджений у Польській Республіці за протипольську революційну діяльність. Звинувачений у причетності до замаху на Броніслава Перацького, польського військовика, політика, міністра внутрішніх справ Польщі в 1931—1934 роках, керівника пацифікації українців у 1934 році. На Варшавському процесі засуджений до 12-річного ув'язнення. На Львівському процесі 1936 року засуджений до довічного ув'язнення.
Після початку Другої світової війни під час перегону в'язнів з місцевості до місцевості був убитий біля містечка Мелець на Сандомирщині.
Брат радянського письменника і публіциста Тараса Мигаля.

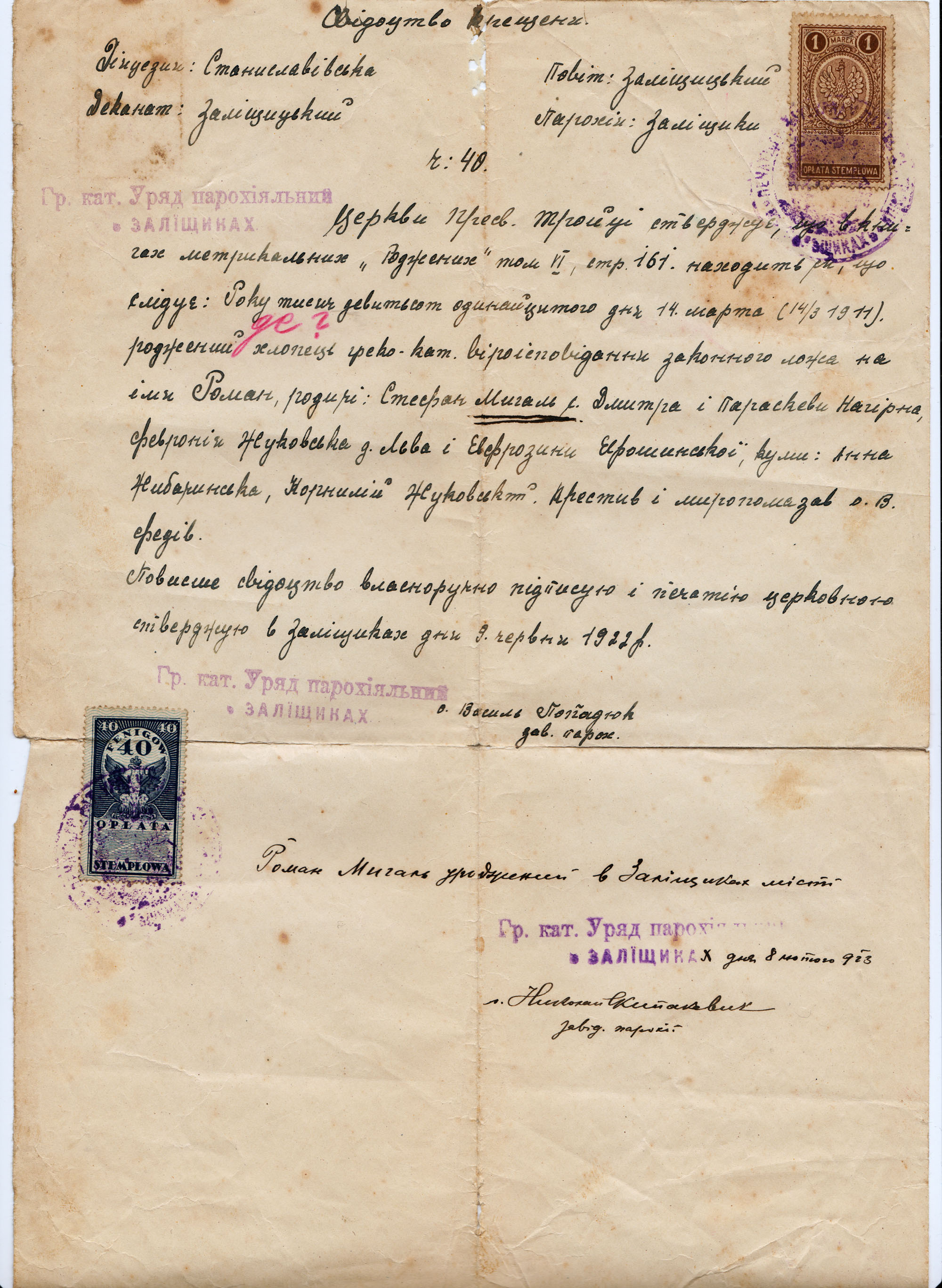
Свідоцтво про Хрещення Романа Мигаля